# ۵۱۷ (قمری)
۵۱۷ (قمری)، پانصد و هفدهمین سال در گاهشماری هجری قمری است. اول محرم این سال برابر با «۸ مارس ۱۱۲۳» میلادی و «۱۶ اسفند ۵۰۱» هجری شمسی است.

## درگذشتگان
- خیام